# Podlesí (Světlá Hora)
Podlesí (německy Wiedergrün, polsky Podlesie) je vesnice, část obce Světlá Hora v okrese Bruntál. Nachází se asi 3,5 km na jihozápad od Světlé.
Podlesí leží v katastrálním území Podlesí pod Pradědem o rozloze 7,82 km2.

## Název
Vesnice se od svého vzniku v 17. století téměř do poloviny 20. století jmenovala Wiedergrün. První složka jména je pozměněné původní wider - "proti". Místní jména s touto složkou byla častá (Wiederfeld, Wiedertal, Wiederau atd.) a označovala místa, která byla založena nebo byla položena naproti jinému (již známému, již osídlenému nebo obdělávanému) místu. Wiedergrün tedy značilo místo naproti zelené pasece (Grün). Po druhé světové válce bylo vesnici dáno zcela nové, s dosavadním nesouvisející jméno Podlesí podle polohy.

## Historie
První písemná zmínka o obci pochází z roku 1622, kdy byl založen Jegerhaus, oficiální založení obce se datuje v roce 1634. Dříve zemědělská obec s domácím tkalcovstvím, které po roce 1900 zaniklo. K roku 1853 obecná škola, která měla roku 1900 jednu třídu.  Na okraji obce dřevěná kaple sv. Josefa s již nepoužívaným hřbitovem. Obec byla až do konce války čistě německou.

### Vývoj počtu obyvatel
Počet obyvatel Podlesí podle sčítání nebo jiných úředních záznamů:
| Rok            | 1869 | 1880 | 1890 | 1900 | 1910 | 1921 | 1930 | 1950 | 1961 | 1970 | 1980 | 1991 | 2001 |
| -------------- | ---- | ---- | ---- | ---- | ---- | ---- | ---- | ---- | ---- | ---- | ---- | ---- | ---- |
| Počet obyvatel | 403  | 339  | 332  | 291  | 258  | 307  | 297  | 119  | 102  | 33   | 32   | 24   | 46   |

1. ↑  z toho: 0 Čechoslováků, 292 Němců; 265 řím. kat.

V Podlesí je evidováno 62 adres: 38 čísel popisných (trvalé objekty) a 24 čísel evidenčních (dočasné či rekreační objekty). Při sčítání lidu roku 2001 zde bylo napočteno 33 domů, z toho 15 trvale obydlených.

## Pamětihodnosti
- Kaple sv. Josefa se hřbitovem

## Galerie

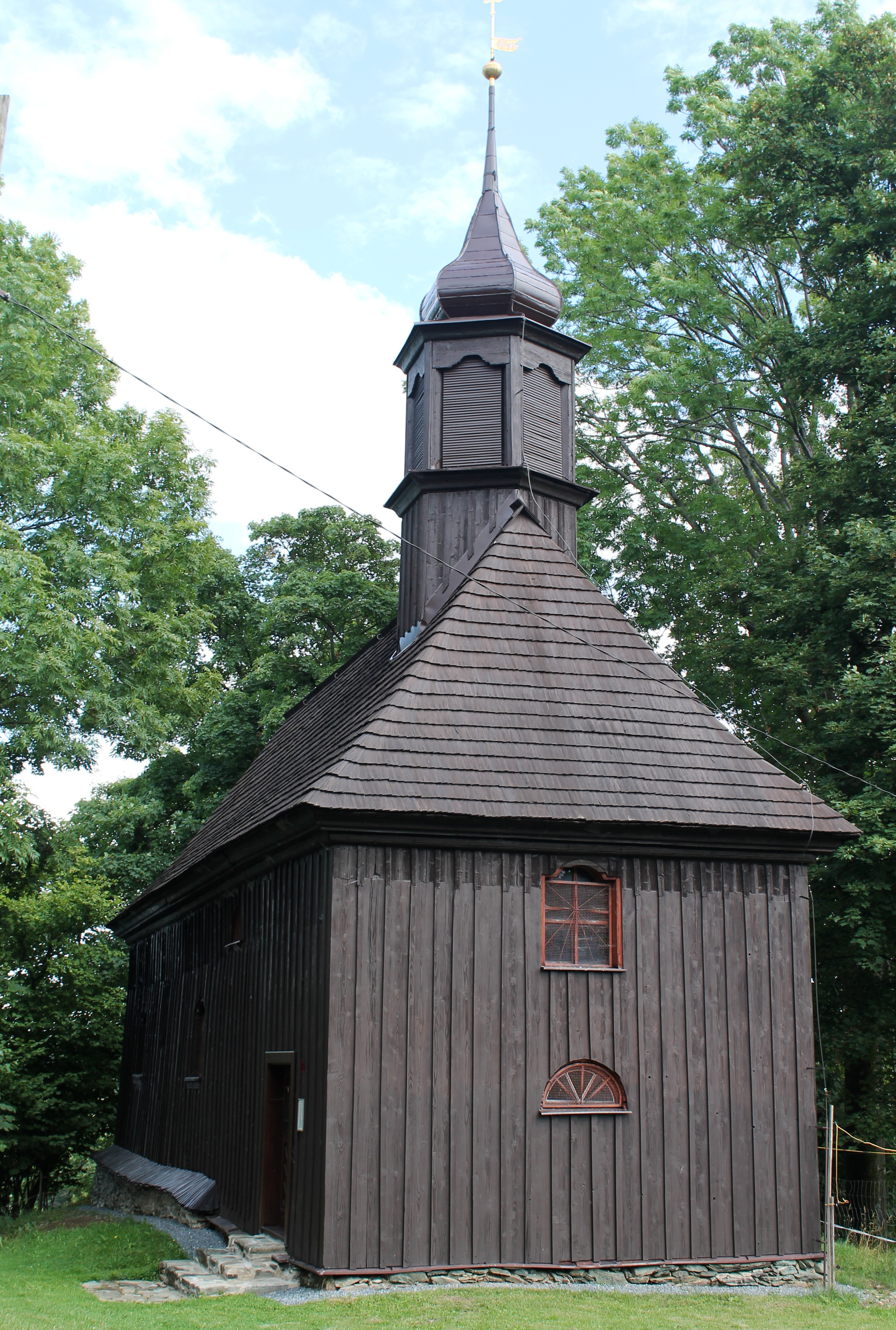
Kaple svatého Josefa
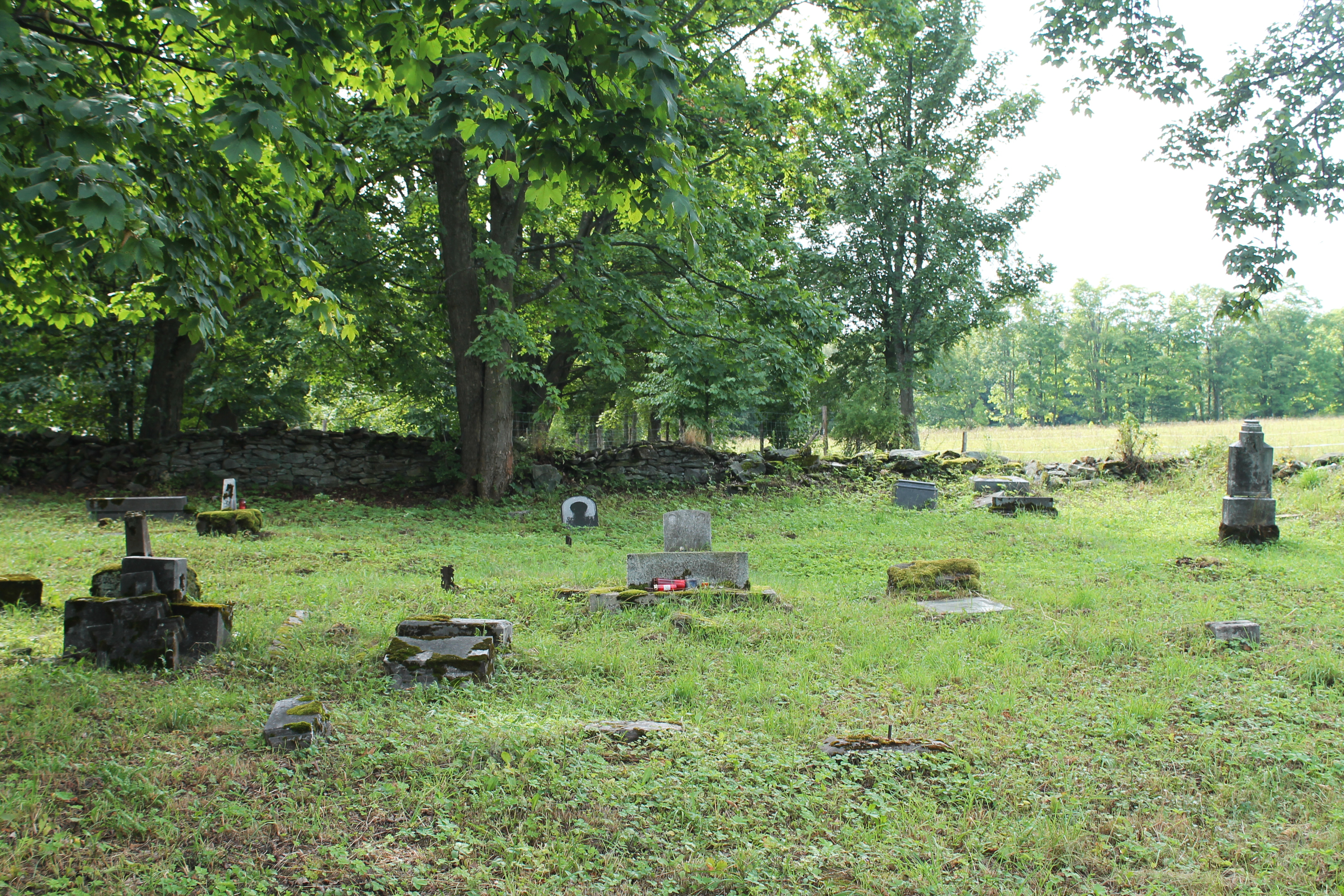
Hřbitov u kaple
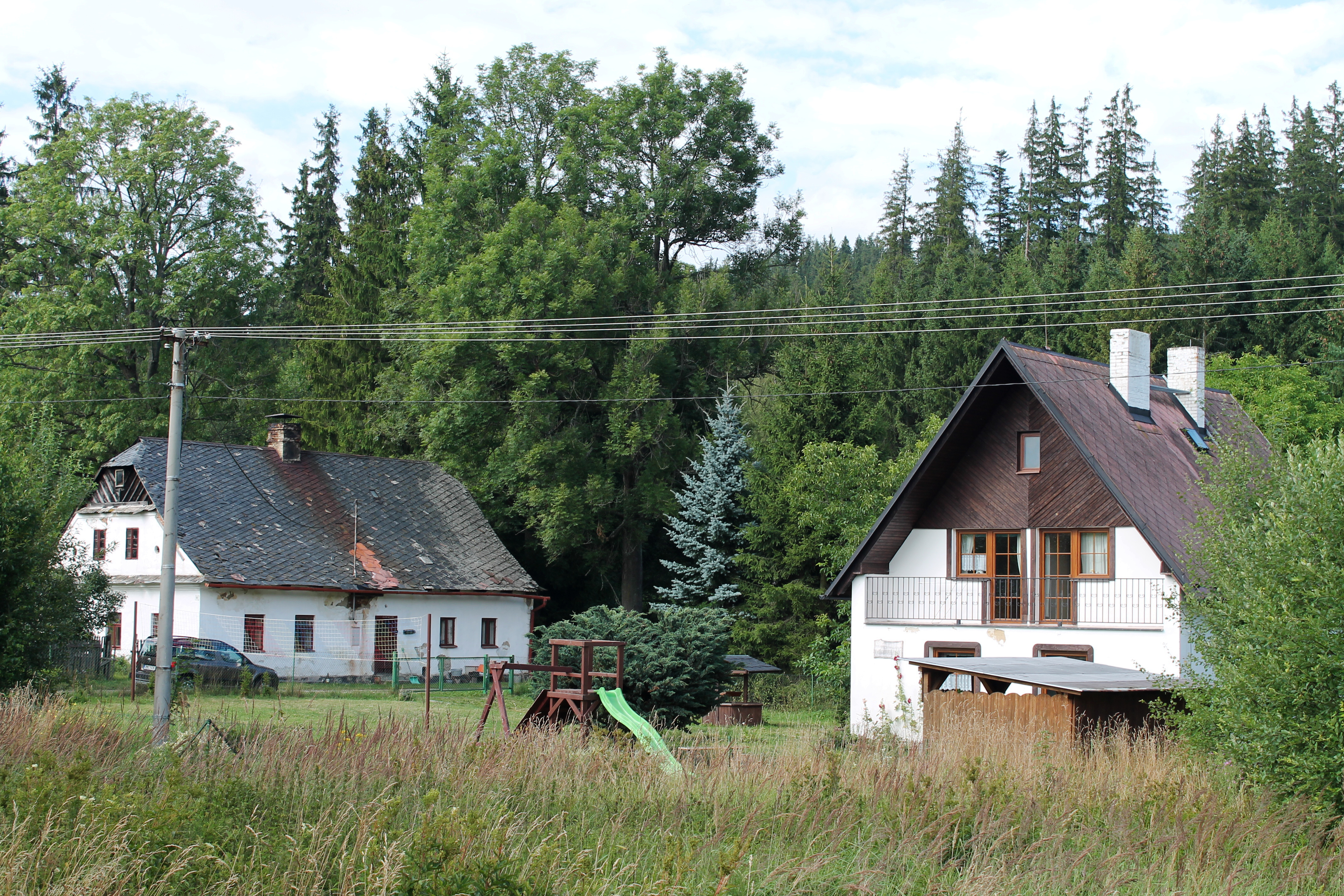
Domy při hlavní silnici
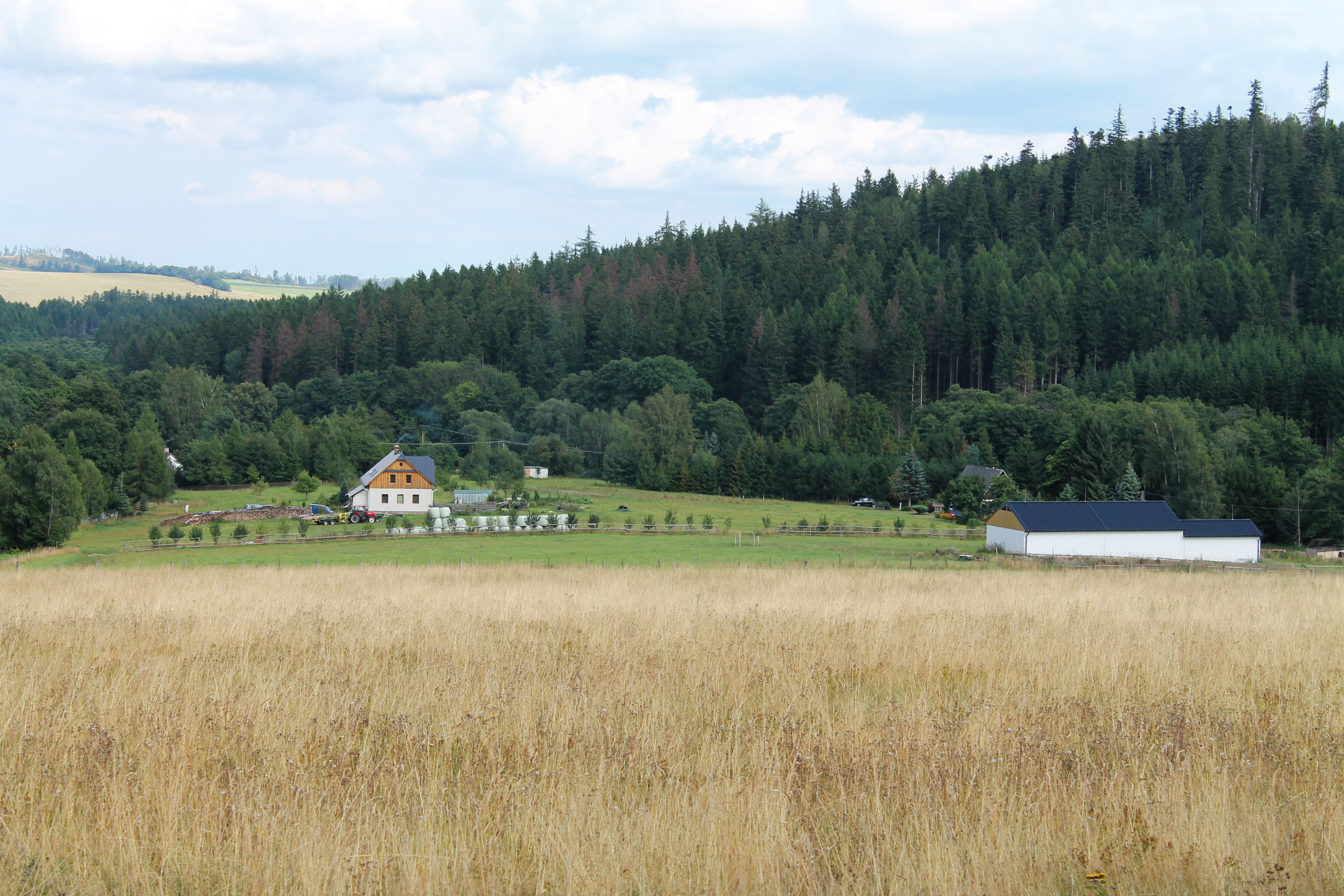
Údolí Černého potoka s intravilánem vsi
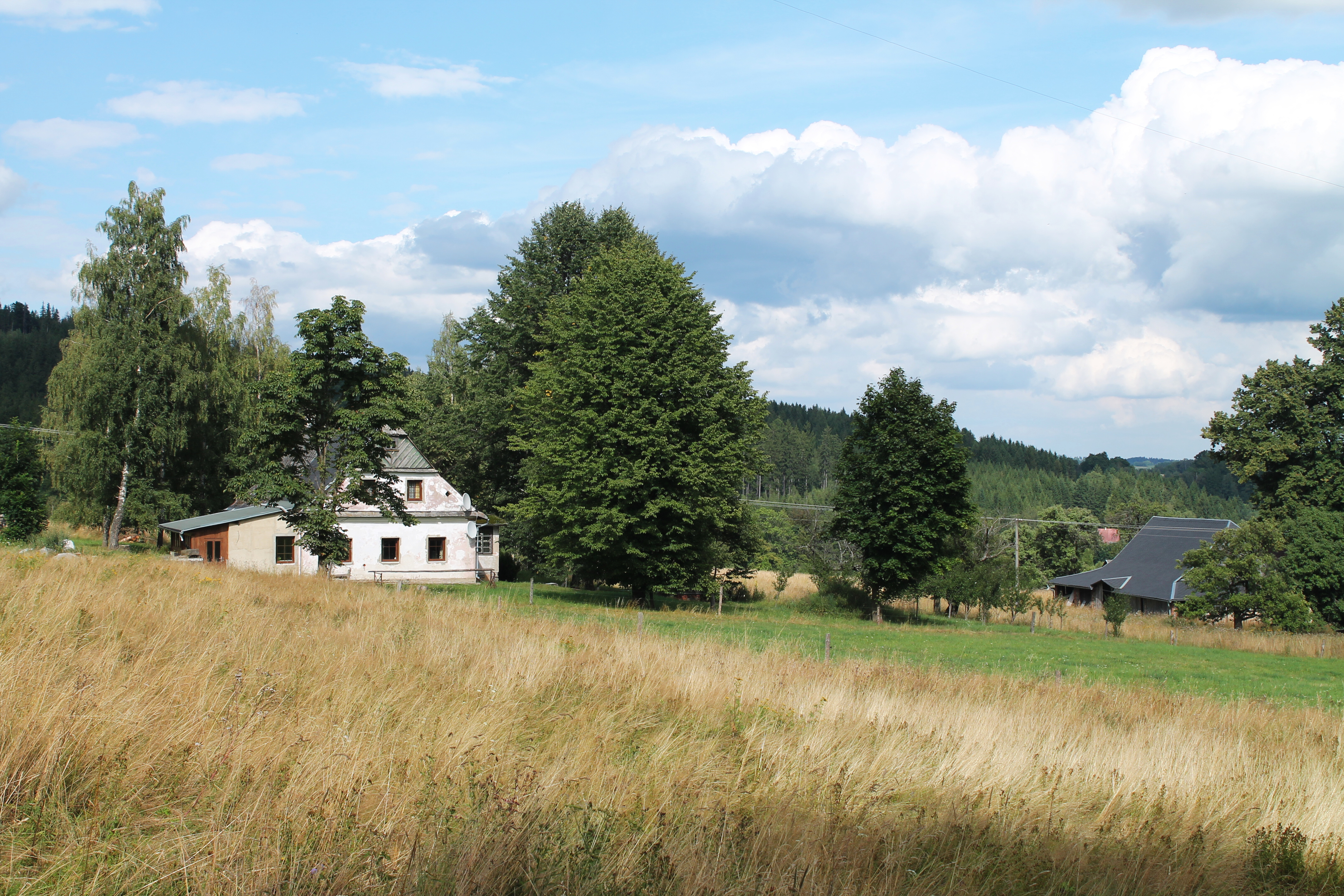
Roztroušená zástavba Podlesí